# 昆西高中 (麻薩諸塞州)
昆西高中（英語：Quincy High School；縮寫：QHS）是一所位於美國麻薩諸塞州昆西科丁頓街的公立中學。它是昆西市兩所高中之一。

## 歷史
昆西高中成立於1854年，座落於沿著漢考克街約半英里處，並於1894年遷至前中央中學，1924年遷至科丁頓街。
新教學大樓於2010年竣工。

## 體育
昆西高中是愛國者聯盟的成員，之前曾參加過大西洋沿岸聯盟和舊殖民地聯盟的比賽。